# Splayn
Splayn — одна из российских социальных сетей. Сайт позиционируется авторами как «социальная сеть для музыкантов и ценителей музыки».

## История
Splayn была создана в 2013 году под эгидой МГК им. П. И. Чайковского. Основатель и руководитель проекта — Сергей Уваров, сооснователь и куратор проекта со стороны Московской консерватории — Марина Карасёва, сооснователь и ответственный секретарь Splayn — Ольга Кузнецова. Презентация социальной сети состоялась 19 сентября 2013 года в конференц-зале Московской консерватории с участием ректора консерватории профессора Александра Соколова.

## Происхождение названия
Название сайта образовано из трех слов: Sound (звук), PLAY (играть) и Network (интернет-сеть). Социальная сеть ориентирована на музыкантов и ценителей музыки различных стилей. Исполнителям и композиторам Splayn позволит представить своё творчество и создать профессиональное резюме. Ценители музыкального искусства смогут без регистрации слушать музыкальные записи участников Splayn, читать блоги, комментарии и рецензии, отслеживать выступления любимых артистов.

## Функциональность
Регистрация в социальной сети бесплатна. Зарегистрированные пользователи Splayn имеют возможности:
- размещать свои музыкальные записи (как аудио, так и видео), создавая подробное описание каждого номера, а также разрешая или запрещая их скачивание;
- размещать свои текстовые, нотные и видеоматериалы, а также материалы (рецензии) на собственное творчество;
- комментировать и рецензировать музыкальные записи других участников Splayn, получать комментарии и рецензии на своё творчество;
- размещать анонсы будущих выступлений и создавать базу своих прошлых концертов (новые выступления потом автоматически добавятся в эту базу);
- участвовать в рейтингах Splayn. Участники и записи с самым высоким рейтингом попадают на главную страницу социальной сети
- Вести блог;
- добавлять других участников Splayn в друзья, отслеживая их новые записи и анонсы.

Одна из социальных миссий проекта Splayn — создание зоны «культурного Интернета». Социальная сеть Splayn ориентирована, в первую очередь, на профессиональные задачи музыканта. Через Splayn музыкант сможет найти партнеров для ансамбля, будущих исполнителей своих произведений, произведения современных композиторов для собственных выступлений, а также напрямую общаться с поклонниками своего творчества.
Для начинающих талантов Splayn может стать мощным «социальным лифтом»: у любого участника социальной сети, вне зависимости от его образования, места жительства и возраста есть шанс возглавить рейтинг Splayn и привлечь к себе внимание всей музыкальной индустрии. Двуязычный интерфейс сайта способствует расширению международных культурных контактов внутри музыкантского сообщества. Участниками социальной сети Splayn являются студенты музыкальных вузов, музыкальных училищ и школ. творческих студий, а также солисты и участники музыкальных ансамблей классического, современного и фольклорного музыкальных стилей.

## Известные пользователи
- Марина Карасёва — профессор кафедры теории музыки МГК имени П. И. Чайковского,
- Полина Сенатулова[3].
- Сергей Уваров — учредитель сайта.